# Śladków Rozlazły
Śladków Rozlazły [pronunciación en polaco: /ˈɕlatkuf rɔˈzlazwɨ/] es un pueblo ubicado en el distrito administrativo de Gmina Piątek, dentro del condado de Łęczyca, Voivodato de Łódź, en el centro de Polonia. Se encuentra a unos 8 kilómetros al suroeste de Piątek, a 16 kilómetros al este de Łęczyca, y a 27 kilómetros al norte de la capital regional Łódź.